# Алексеев, Григорий Федотович
Григо́рий Федо́тович Алексе́ев (22 января 1918 года — 2 мая 1957 года) — советский лётчик, участник Великой Отечественной войны, стрелок-радист 128-го бомбардировочного авиационного полка 241-й бомбардировочной авиационной дивизии 3-го бомбардировочного авиационного корпуса 16-й воздушной армии 1-го Белорусского фронта, Герой Советского Союза (1946), старшина.

## Биография
Григорий Федотович Алексеев родился 22 января 1918 года в селе Истошенское (ныне село Истошино Бердюжского района Тюменской области) в семье крестьянина.
Служил в рядах Красной Армии с 1939 года, где в 1940 году окончил школу воздушных стрелков-радистов.
В феврале 1940 года был направлен в 128-й бомбардировочный авиационный полк, расквартированный в Белоруссии, где был зачислен стрелком-радистом в 3-ю эскадрилью, в экипаж младшего лейтенанта Пивнюка Н. В. С июня 1941 года воевал на фронтах Великой Отечественной войны.
До 7 июля 1941 года Алексеев Г. Ф. в экипаже Пивнюка Н. В. ежедневно летал бомбить танковые и моторизированные колонны противника в районе белорусских городов Гродно, Вильнюса, Молодечно. Затем летчики осваивали новые боевые машины Пе-2.
С 26 декабря 1941 года сержант Алексеев Г. Ф. снова оказался на фронте.
Старшина Г. Ф. Алексеев на фронте совершил 217 боевых вылетов на разведку и бомбардировку железнодорожных узлов, аэродромов, опорных пунктов и скоплений войск противника, сбил в воздушных боях 7 и уничтожил на земле 15 вражеских самолётов.
За образцовое выполнение боевых заданий командования, мужество, отвагу и геройство, проявленные в борьбе с немецко-фашистскими захватчиками, Указом Президиума Верховного Совета СССР от 15 мая 1946 года удостоен звания Героя Советского Союза с вручением ордена Ленина и медали «Золотая Звезда».
После войны демобилизован. Заочно окончил Ишимское педагогическое училище. Работал в родном селе директором школы.
Умер 2 мая 1957 года. Похоронен в селе Бердюжье Тюменской области.

## Награды
- Медаль «Золотая Звезда» Героя Советского Союза № 9075 (15.05.46)
- Орден Ленина (15.05.46)
- Орден Красного Знамени (13.06.42)
- Орден Отечественной войны I степени (07.10.1943)
- Орден Красной Звезды (22.02.42)
- Медаль «За оборону Москвы»
- Медаль «За победу над Германией в Великой Отечественной войне 1941—1945 гг.»

## Память
- На родине Героя, в селе Истошино (Бердюжский район Тюменской области), в память о Г. Ф. Алексееве сооружён мемориал.